# Eliomys melanurus
El lirón careto asiático (Eliomys melanurus) es una especie de roedor de la familia Gliridae.

## Distribución geográfica
Se encuentra en Argelia, Egipto, Irak, Israel, Jordania, Líbano, Libia, Marruecos,  Arabia Saudita, Siria, Túnez y Turquía.

## Hábitat
Su hábitat natural son: bosques templados, subtropicales o tropicales matorrales secos, la vegetación arbustiva de tipo mediterráneo, y las áreas rocosas